# Ahmose (schrijver)

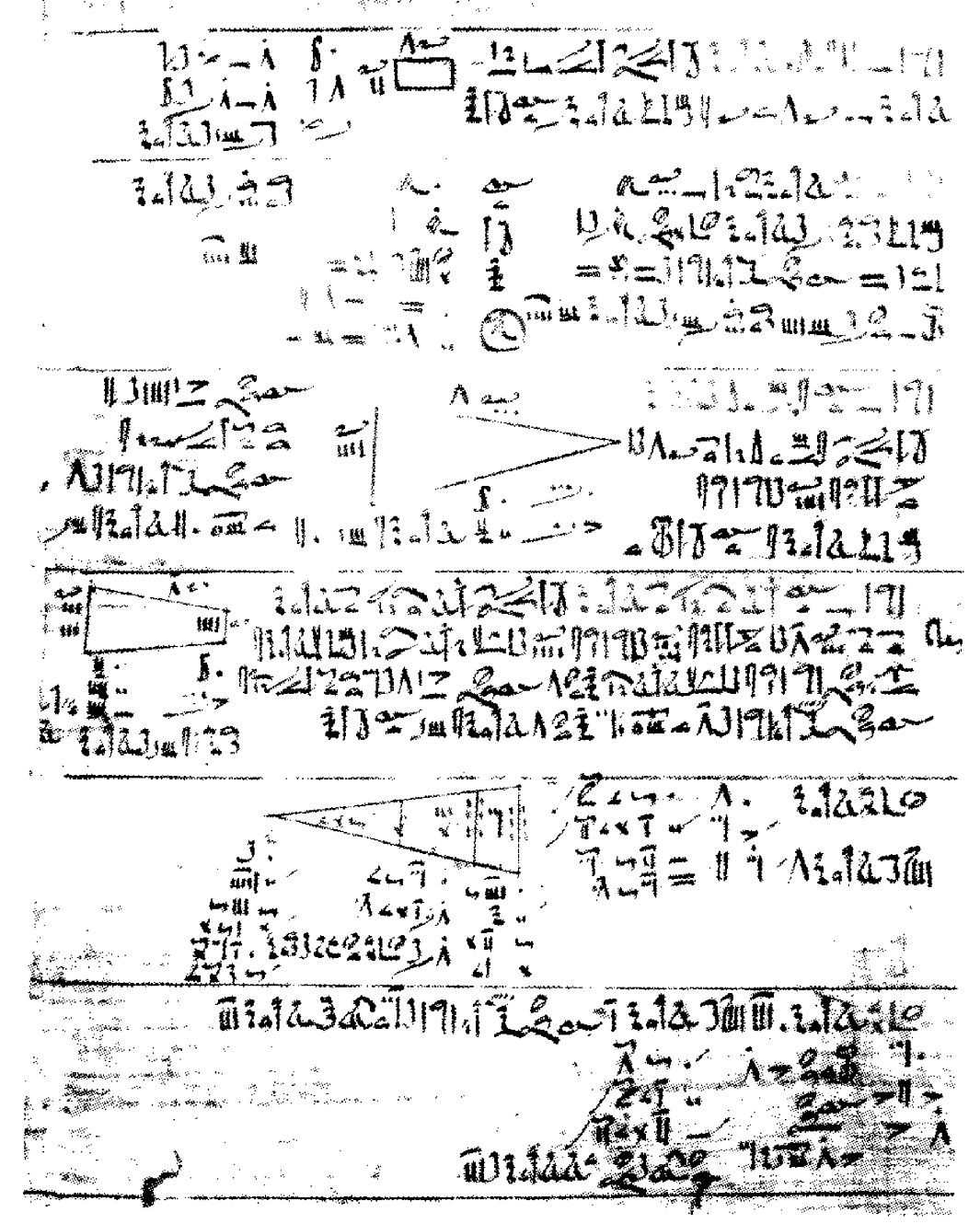
Rhind papyrus

Ahmose of Ahmes was een Egyptische schrijver die leefde tijdens de tweede tussentijd, rond 1700 v.Chr.. Een overgeleverd werk van Ahmose is onderdeel van de Rhind-papyrus, nu in bezit van het British Museum (Newman, 1956). Ahmose stelt dat hij de papyrus gekopieerd heeft van een verloren gegaan origineel uit het Middenrijk, gedateerd rond 2000 v.Chr. Het werk is getiteld "aanwijzingen om alle donkere zaken te kennen" en is een collectie van problemen uit de geometrie en de wiskunde. De 87 problemen worden gepresenteerd inclusief oplossingen, maar vaak wordt er geen enkele aanwijzing gegeven over hoe die oplossing bereikt wordt. Echter, rekening houdend met additionele documenten, zoals de Akhim houttablet, geven P. Reisner en P. Kahun een scala aan methodes die Ahmose gebruikt kan hebben.
Ahmose stelt, zonder bewijs, dat van een cirkelvormig veld met een diameter van 9 eenheden de oppervlakte gelijk is aan die van een vierkant met zijden van 8 eenheden (Beckmann, 1971). In moderne notatie:
{\displaystyle \pi \left({\frac {9}{2}}\right)^{2}\approx 8^{2}}
Deze formule leidt tot een waarde voor pi van {\displaystyle 64/20,25}. Dit is ongeveer 3,1605, wat minder dan 0,6% afwijkt van de echte waarde van pi (ongeveer 3,141592). Dit irrationale getal pi was gewoonlijk buiten het gedachtedomein van de Egyptische wiskundige.